# Америку-Бразильенси
Америку-Бразильенси (порт. Américo Brasiliense)  —  муниципалитет в Бразилии, входит в штат Сан-Паулу. Составная часть мезорегиона Араракара. Входит в экономико-статистический  микрорегион Араракуара. Население составляет 34 362 человека на 2006 год. Занимает площадь 123,429 км². Плотность населения — 278,4 чел./км².
Праздник города — 21 марта.

## История
Город основан в 1963 году.

## Статистика
- Валовой внутренний продукт на 2003 составляет 201.468.210,00 реалов (данные: Бразильский институт географии и статистики).
- Валовой внутренний продукт на душу населения на 2003 составляет 6.380,42 реалов (данные: Бразильский институт географии и статистики).
- Индекс развития человеческого потенциала на 2000 составляет 0,788  (данные: Программа развития ООН).

## География
Климат местности: субтропический. В соответствии с классификацией Кёппена, климат относится к категории Aw.